# The Fugs
The Fugs sono stati un gruppo rock statunitense.
Sono stati tra i primi artisti a fondere musica rock e poesia, nonché tra i primi a servirsene come strumento di satira politica. Il loro stile è spesso stato etichettato come avant rock.
Sono stati definiti "il primo vero gruppo underground della storia".

## Storia

### Gli inizi della band
Verso la fine del 1964 il poeta beat newyorkese Ed Sanders, attivista politico della sinistra radicale americana e giornalista, che dirigeva un negozio di libri e pubblicazioni alternative chiamato Peace Eyebook, ebbe l'idea di mettere in musica le proprie poesie e quelle di un conoscente, un tizio di quarant'anni di nome Tuli Kupferberg che abitava lì vicino, ed era anch'esso un poeta appartenente alla Beat Generation. I due decisero di formare un gruppo che combinasse poesia, folk, rock e agitazione sociale; il tutto condito con un senso dell'humor tipico della cultura ebraica, dal momento che Kupferberg era un ebreo di origini europee. Inizialmente nel progetto vennero coinvolti altri due poeti, tali Al Fowler e Szabo; che ebbero l'idea di uscire in pubblico con una performance che ricordava un po' il Cabaret Voltaire dei dadaisti zurighesi, e ispirarono pure alcune delle più caustiche composizioni dei Fugs, il nome che i quattro avevano scelto per presentarsi e che era derivato dalla storpiatura della censuratissima parola "fuck". Szabo e Fowler però si rivelarono subito inadatti alle esibizioni dal vivo e ben presto lasciarono la band che nel frattempo decise di reclutare due musicisti esperti già noti nel circuito folk del Greenwich Village, Pete Stampfel e Steve Weber, conosciuti come duo chiamato the Holy Modal Rounders. Dopo le prime prove nel negozio di Sanders e le prime esibizioni venne reclutato un percussionista proveniente dal Texas, un giovane ex studente di college chiamato Ken Weaver, aspirante poeta e improvvisato batterista; Weaver si dimostrò subito in grado di comporre materiale per il gruppo e ora c'erano canzoni sufficienti per produrre un album.

### Le registrazioni per la Folkways
Nella primavera del 1965 incominciarono le registrazioni per la Folkways Records al Cue Recording Studio sulla 46ª strada, una sequenza di 14 pezzi che ricordava il sound delle Jug Band che includeva titoli come The Ten Commandments, CIA Man e Nothing; quest'ultima una vera apologia del nulla.
Dopo una serie di concerti estivi al Bridge Theatre di St. Mark's Place, un locale noto per esibizioni dell'avanguardia e dopo alcune performance assieme ai neonati Velvet Underground e agli artisti della Factory di Andy Warhol, i Fugs si esibirono assieme al poeta Allen Ginsberg e ad alcuni jazzisti d'avanguardia, il tutto verrà pubblicato anni dopo su etichetta ESP in un flexi-disc intitolato Electric Newspaper from Hiroshima Day.
In estate la formazione subì un cambiamento: se ne andò Pete Stampfel e arrivarono il chitarrista Vinnie Leary ed il bassista John Anderson, la cui voce in falsetto si può udire in brani come Carpe Diem e Slum Goddess, registrate nella seconda session per la Folkways, dove questa volta Weaver si cimenta alla batteria. L'aspetto dei musicisti in questo periodo era molto differente dagli standard dei gruppi dell'epoca: i capelli lunghi e incolti, le barbe da beatnicks, i calzoni corti e le magliette a righe di Kupferberg e gli stivaletti a punta e i pantaloni in pelle nera di Sanders, li ponevano in una dimensione del tutto particolare, veri anticipatori dello stile "freak".

### Il primo tour
Forte di una maggior esperienza, il gruppo partì per una tournée di sei settimane attraverso gli Stati Uniti con un furgone guidato da Lee Crabtree, un tizio che si rivelò ben presto un bravo pianista, tanto da diventare subito membro della band e infatti debuttò coi Fugs a San Francisco. Sempre in California, in estate il gruppo ebbe modo di suonare con i Jefferson Airplane, da poco formatisi e con Country Joe and the Fish, una formazione fortemente politicizzata; mentre a Los Angeles fecero amicizia con le Mothers Of Invention di Frank Zappa coi quali ebbero modo di scambiare idee e suggerimenti, influenzandosi reciprocamente.

### La ESP e il cambio di etichetta
Ottenuto un contratto con l'etichetta ESP, e dopo aver pubblicato il loro primo LP intitolato The Fugs First Album, prodotto da Ed Sanders e Harry Smith, il gruppo iniziò il 1966 tra molteplici impegni e un nuovo cambio di formazione, infatti si aggiunse il chitarrista Pete Kearney e a febbraio completarono le registrazioni per il loro secondo disco, prodotto da Sanders e Richard Alderson e intitolato semplicemente The Fugs, un lavoro più sbilanciato verso il rock, rispetto alle atmosfere naif del primo folk-rock dove tra le consuete ballate al vetriolo quali Frenzy o Kill For Peace faceva capolino la primitiva psichedelia di Virgin Forest, arricchita da rumori di giungla e suoni inarticolati.
Sempre in quell'anno il gruppo fece la sua comparsa nel film di Conrad Rooks Chappaqua, dove furono catturati in una breve sequenza in bianco e nero che riproponeva le abituali, caotiche ed anfetaminiche esibizioni live dei Fugs, spesso caratterizzate dal consumo di benzedrina, LSD e cannabis direttamente "on stage". Nel mese di maggio, dopo una serie di concerti assieme ad altri artisti ESP quali Albert Ayler e Sun Ra, i Fugs subirono un nuovo cambio di formazione: John Anderson fu precettato dalla leva militare e Pete Kearney mollò la band; a suonare il basso arrivò per un certo periodo Chuck Rainey e successivamente, in pianta stabile Charlie Larkey; mentre iniziò un vorticoso avvicendarsi di chitarristi che nel giro di pochi mesi vide arrivare gente come John Kalb, rimpiazzato per poche settimane dal folksinger Stefan Grossman, che lasciò poi il posto a Jake Jacobs; quest'ultimo aveva sostituito definitivamente il dimissionario Vinnie Leary.
Poi in seguito ad un diverbio tra i componenti del gruppo e l'etichetta ESP dovuto ad un mancato pagamento di royalties, i Fugs ruppero il contratto e firmarono per la Reprise. La ESP dal canto suo fece uscire un disco formato da avanzi delle registrazioni delle prime session, intitolato Virgin Fugs, generalmente considerato come il terzo album della band.
Irriverenti, provocatori e dissacranti i Fugs incapparono spesso nella severissima e bigotta censura americana e a volte i loro spettacoli venivano interrotti dalla polizia e i membri del gruppo subivano periodici fermi o arresti con l'accusa di oscenità in luogo pubblico.

### Il periodo con la Reprise
I Fugs entrarono nel 1967 abbracciando in pieno lo spirito del Flower-Power e in primavera iniziarono le registrazioni agli studi della Atlantic per il loro nuovo album, il più psichedelico mai realizzato e considerato come il loro capolavoro di sempre: Tenderness Junction, che vedeva come ospiti illustri Allen Ginsberg e Gregory Corso, che facevano la loro apparizione nel brano Hare Krishna, impreziosito dal sitar di Jake Jacobs.
Alle incisioni parteciparono anche diversi session-man da studio come il chitarrista Eric Gale e ben presto il gruppo andò incontro ad una nuova trasformazione, infatti Jacobs lasciò il posto a Ken Pine e venne aggiunto alla band un chitarrista e violinista di nome Danny Kortchmar, in seguito famoso produttore.
Nel 1968 anche Kortchmar concluse l'esperienza coi Fugs e a questo punto vennero reclutati il bassista Bill Wolf e un batterista esperto di nome Bob Mason e con questa formazione registrarono altri due album in studio, intitolati It Crawled Into My Hand, Honest , e Belle Of Avenue A, ed uno dal vivo, Golden Filth, uscito nel 1969, data dello scioglimento della band.

## Formazione
1964 - 1965
- Ed Sanders - voce
- Tuli Kupferberg - voce, maracas, percussioni
- Ken Weaver -  voce e congas
- Steve Weber - chitarra e voce
- Pete Stampfel - chitarra e violino

1965
- Ed Sanders - voce
- Tuli Kupferberg - voce e percussioni
- Ken Weaver - voce e batteria
- Steve Weber - chitarra e voce
- Vinnie Leary - chitarra solista
- John Anderson - basso e voce

1965 - 1966
- Ed Sanders - voce
- Tuli Kupferberg - voce e percussioni
- Ken Weaver - batteria e voce
- Vinnie Leary - chitarra ritmica e voce
- Pete Kearney - chitarra solista
- John Anderson - basso

1966
- Ed Sanders - voce
- Tuli Kupferberg - voce e percussioni
- Ken Weaver - batteria e voce
- Vinnie Leary - chitarra ritmica e voce
- John Kalb - chitarra solista
- John Anderson - basso
- Lee Crabtree - piano, organo e flauto

1966 - 1967
- Ed Sanders - voce
- Tuli Kupferberg - voce e percussioni
- Ken Weaver - batteria e voce
- Stefan Grossman - chitarra solista, rimpiazzato dopo poco da:
- Jake Jacobs - chitarra solista
- Lee Crabtree - piano, organo e flauto
- Chuck Rainey - basso

1967 - 1968
- Ed Sanders - voce
- Tuli Kupferberg - voce e percussioni
- Ken Weaver - batteria e voce
- Lee Crabtree - piano, organo e flauto
- Charlie Larkey - basso
- Ken Pine - chitarra e voce
- Danny Kortchmar - chitarra e violino

1968 - 1969
- Ed Sanders - voce
- Tuli Kupferberg - voce e percussioni
- Ken Weaver - batteria e voce
- Ken Pine - chitarra e voce
- Bill Wolf - basso e voce
- Bob Mason - batteria

## Discografia
- The Village Fugs Sing Ballads of Contemporary Protest, Point of Views, and General Dissatisfaction (Folkways Records 1965)
- The Fugs First Album (Esp-disk' 1966)
- The Fugs (Esp-disk' 1966)
- Virgin Fugs (Esp-disk' 1967)
- Tenderness Junction (Reprise 1968)
- It Crawled Into My Hand, Honest (Reprise 1968)
- Belle of Avenue A (Reprise 1969)
- Golden Filth - Live at the Fillmore East (Reprise 1969)
- Fugs 4 - Rounders Score (Esp-disk' 1969) - album di inediti delle prime registrazioni